# Росияна дел Кондадо
Росияна дел Кондадо (на испански: Rociana del Condado) е населено място и община в Испания. Намира се в провинция Уелва, в състава на автономната област Андалусия. Общината влиза в състава на района (комарка) Ел Кондадо. Заема площ от 72 km². Населението му е 7362 души (по преброяване от 2010 г.). Разстоянието до административния център на провинцията е 37 km.
За покровител на града се смята Светата дева на Сокоро.